# Campeonato nacional de Estados Unidos 1906
Lista de los campeones del Campeonato nacional de Estados Unidos de 1906:

## Sénior

### Individuales masculinos
William Clothier vence a  Beals Wright, 6–3, 6–0, 6–4

### Individuales femeninos
Helen Homans vence a  Maud Barger-Wallach, 6–4, 6–3

### Dobles masculinos
Holcombe Ward /  Beals Wright vencen a  Fred Alexander /  Harold Hackett, 6–3, 3–6, 6–3, 6–3

### Dobles femeninos
Ann Burdette Coe /  Ethel Bliss Platt vencen a  Helen Homans /  Clover Boldt, 6–4, 6–4

### Dobles mixto
Sarah Coffin /  Edward Dewhurst vencen a  Margaret Johnson /  J.B. Johnson, 6–3, 7–5
| Predecesor: 1905                         | Campeonato nacional de Estados Unidos 1906 | Sucesor: 1907                           |
| Predecesor: Campeonato de Wimbledon 1906 | Grand Slam 1906                            | Sucesor: Campeonato de Australasia 1907 |

- Datos: Q2410867